# Jüdischer Friedhof (Hlybokaje)

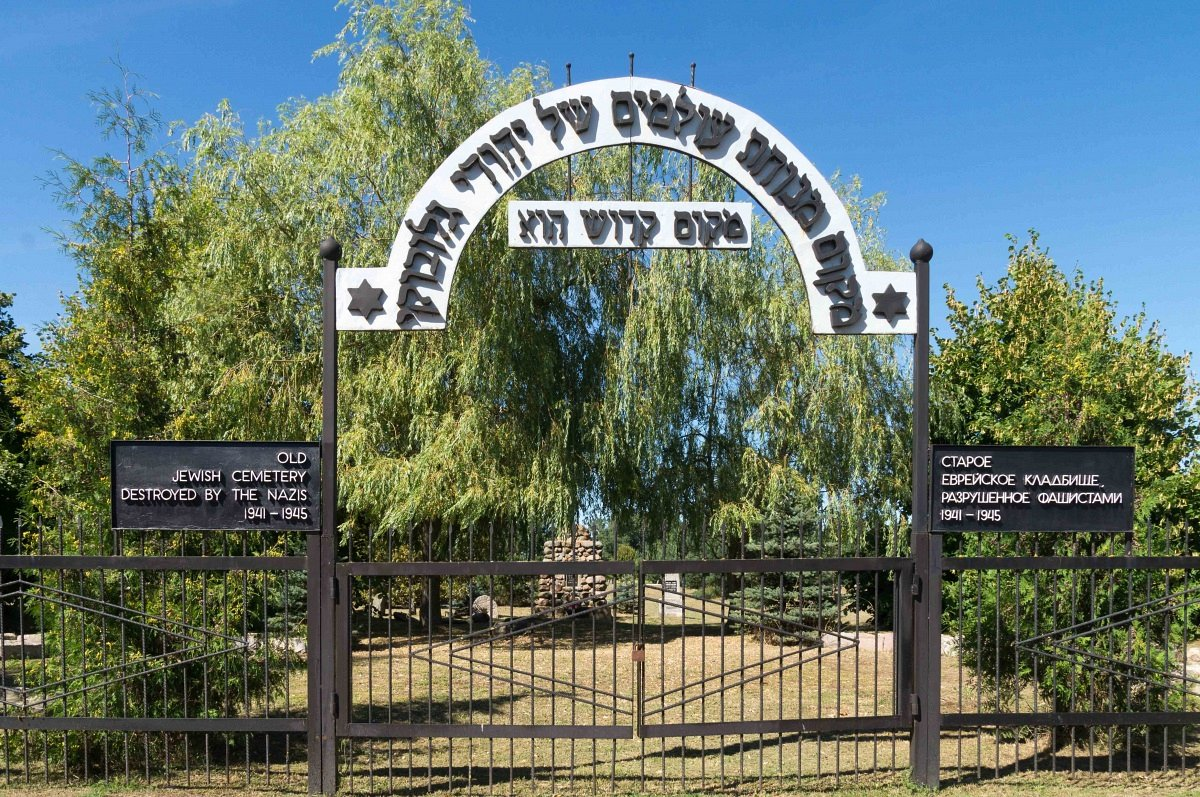
Eingang zum jüdischen Friedhof in Hlybokaje

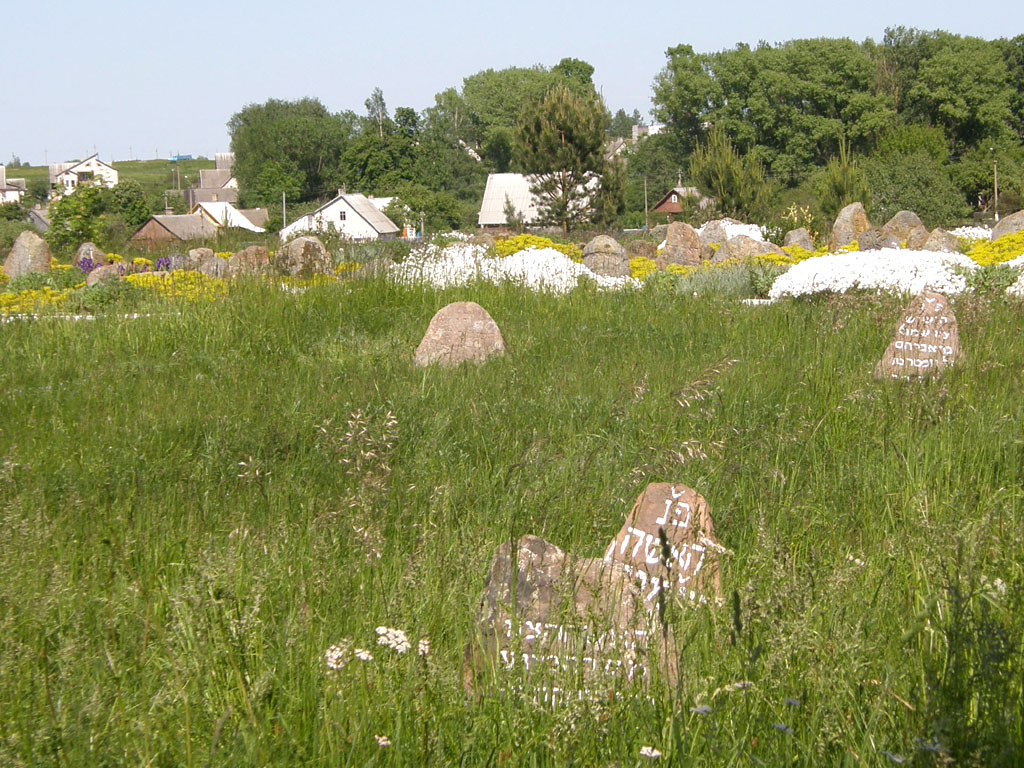
Grabsteine

Der Jüdische Friedhof in Hlybokaje, einem belarussischen Ort im Rajon Hlybokaje in der Wizebskaja Woblasz, wurde im 18. Jahrhundert angelegt. Der Jüdische Friedhof ist ein geschütztes Kulturdenkmal.
Auf dem Friedhof, der von den deutschen Besatzern im Zweiten Weltkrieg zerstört wurde, sind nur noch wenige Grabsteine vorhanden.